# Michael Horst Schmidt
Michael Horst Schmidt (n. 20 iulie 1960, Criț, România) este un om de afaceri ce activează în România și Germania.

## Biografia
Michael H. Schmidt a emigrat în anul 1981 împreună cu familia în Germania unde a absolvit Universitatea Tehnică din München.
Este căsătorit cu Veronica Schmidt iar împreună au doi copii, Dennis-Michael și Ann-Kathrin. Este cetățean german și membru al comunității săsești.

## Activitatea profesională
Președintele Asociației Sașilor din Germania(1988).
În anul 1990 se intoarce în România și pune bazele unei afaceri de succes în domeniul auto . 
Michael H. Schmidt deține Grupul Automobile Bavaria , cea mai mare rețea de dealeri BMW și MINI din Europa Centrală și de Sud-Est, cu 13 reprezentanțe în România, singurul service autorizat Rolls-Royce din regiune; Grupul MHS Truck & Bus, importator general și distribuitor al vehiculelor MAN în România, precum și Grupul Autohaus Michael Schmidt cu 5 dealeri BMW în zona orașului München  și cel mai mare dealer Rolls-Royce în Germania.
Președintele Fundației Michael Schmidt, organizație care vizează conservarea patrimoniului cultural săsesc, sprijinirea proiectelor educaționale care susțin învățământul în limba germană precum și promovarea turismului și implicit dezvoltarea economică a zonei din județul Brașov denumită ”Țara Ovăzului – Haferland”. Michael Schmidt este co-fondator al festivalului Săptămâna Haferland, unul dintre cele mai mari evenimente dedicate promovării zonei săsești din Transilvania, ajuns în 2018 la cea de-a VI-a ediție.
Membru Fondator al Forumului de Cooperare Bilaterală Româno-German , o asociație care promovează și consolidează cooperarea româno-germană la nivel cultural, social, economic și științific.

## Distincții
- Distincția „100 de personalități pentru Centenar”, pentru activitatea sa din business cât și pentru implicarea în promovarea culturii săsești și conservarea patrimoniului săsesc din România (2018)[11].
- Crucea de merit în grad de cavaler a Ordinului de Merit al Republicii Federale Germania, pentru merite deosebite în dezvoltarea relațiilor româno-germane și a conservării patrimoniului cultural al minorității  germane în  România (2015)[12].